# Carallia
Carallia é um género botânico pertencente à família Rhizophoraceae.

## Espécies
- Carallia calycina Benth.
- Carallia diplopetala Hand.-Mazz.
- Carallia euryoides Ridley